# 白晓卉
白晓卉（1980年4月—2022年3月20日），女，山东高唐人，中共党员，山东大学护理与康复学院硕士生导师，山东省立医院临床医学检验部副主任、主任技师、研究员，山东省省直支援威海核酸检测队队长，毕业于山东医科大学。

## 生平
1980年4月，出生于山东省聊城市高唐县梁村镇韩寨村。高中就读于高唐一中。1998年，考上山东医科大学，并在此就读到博士毕业。曾于纽约大学、凯斯西储大学做访问学者。2020年6月，作为山东医学检验队队长兼临时党支部书记，北上支援北京大学人民医院核酸检测工作。2020年7月，喀什出现疫情，白晓卉带领山东省第二批援疆医学检验队支援喀什地区第一人民医院。2020年，被授予“山东省抗击新冠肺炎疫情先进个人”称号。2021年，当选“齐鲁最美职工”称号。2022年1月，作为领队，带领由6名同事组成的山东省立医院支援河南疫情处置检测队前往河南。2022年3月9日凌晨4时，作为省直支援威海核酸检测队队长带队抵达威海。2022年3月20日6时45分，于威海的抗疫工作中因心源性猝死经抢救无效而在威海市立第三医院去世,年仅42岁。。2022年3月21日，山东省妇联追授白晓卉同志山东省三八红旗手称号。2022年3月22日上午，白晓卉同志遗体告别仪式在济南市殡仪馆举行。